# Platylepis occulta
Platylepis occulta là một loài thực vật có hoa trong họ Lan. Loài này được (Thouars) Rchb.f. miêu tả khoa học đầu tiên năm 1876.